# 고운 (조선)
고운(高雲, 1479년 ~ ?)은 조선 중기의 문신이자 화가이다. 자는 종룡(從龍), 호는 하천(霞川)이며 본관은 장흥(長興)이다. 의병장 고경명은 그의 손자, 고인후, 고종후는 그의 증손이다. 광주 출신.

## 생애
원래는 전라남도 영광군이 세거지였으나 아버지 고자검이 영광군에서 광산군 압보촌으로 이주해 왔다. 1519년 별시 문과에 병과로 급제하였으며, 벼슬은 형조좌랑을 지냈다. 조광조(趙光祖)와의 친교 때문에 기묘사화에 연좌되어 파직된 적이 있으나 뒤에 증직으로 가선대부 예조참판으로 추증되었다.
그는 이후 고향으로 내려가 여생을 보냈다. 문장과 그림이 뛰어났다. 특히 호랑이를 잘 그렸는데, 〈맹호도〉는 그의 대표작이다.

## 작품
- 〈맹호도〉

## 가족 관계
- 할아버지 : 고상지(高尙志)
  - 아버지 : 고자검(高子儉)
    - 부인 : 안만걸(安萬傑)의 딸
    - 부인 : 이호선(李好善)의 딸
      - 아들 : 고맹영(高孟英)
        - 손자 : 고경명(高敬命)

## 같이 보기
- 기묘사화
- 조광조
- 고맹영
- 고경명

## 참고 자료
- 고운 - 한국학중앙연구원